# Jankowice (województwo podkarpackie)
Jankowice – wieś w Polsce położona w województwie podkarpackim, w powiecie jarosławskim, w gminie Chłopice.
W latach 1975–1998 miejscowość administracyjnie należała do województwa przemyskiego.

## Części wsi
| SIMC    | Nazwa     | Rodzaj    |
| ------- | --------- | --------- |
| 0599907 | Karczunek | część wsi |
| 0599913 | Mokra     | część wsi |